# 루퍼트 그린트
루퍼트 그린트(영어: Rupert Grint, 1988년 8월 24일 ~ )는 잉글랜드의 배우이며 조앤 K. 롤링의 소설 해리 포터를 원작으로 한 영화 시리즈의 등장인물 론 위즐리 역을 맡은 것으로 유명하다. 2001년부터 2010년까지 다니엘 래드클리프, 엠마 왓슨과 함께 여덟 편의 해리 포터 영화를 촬영했다.

## 사생활
그린트는 2011년부터 배우 조지아 그루미와 교제하고 있다.그들의 딸은 2020년 5월에 태어났다.
2009-10년 인플루엔자 대유행 중에 그린트는 H1N1 돼지독감에 걸렸고 가벼운 질병을 앓았다.그는 2012년 하계 올림픽 성화 봉송에 참가하여 런던 북서부의 헨든을 지나 미들섹스 대학교 바깥으로 성화를 옮겼다.
그린트는 2020년 11월 인스타그램에 가입해 자신이 갓 태어난 딸을 안고 있는 사진과 함께 첫 글을 올렸다. 그는 계정을 만든 지 4시간 1분 만에 100만 팔로워를 돌파하여, 플랫폼에서 가장 빠르게 100만 팔로워에 도달한 기네스 세계 기록 타이틀을 깼다.
그린트는 열렬한 축구 팬이자 토트넘 홋스퍼의 열렬한 지지자이다.
자선활동 
그린트는 의류와 같은 물품들을 자선 경매에 기부했으며 2010년 (제임스와 함께) 와키 랠리에 참여하기도 했다.

## 어린 시절
루퍼트 알렉산더 로이드 그린트는 1988년 8월 24일 에식스주 할로우에서 레이싱 기념품 딜러 나이절 그린트와 조앤 그린트 사이에서 태어났다. 그린트는 5남매 중 장남이다. 그는 인생에서 가장 이른 목표는 아이스크림 남자가 되는 것이었다고 말했다. 그는 하트퍼드셔주 왓튼앳스톤에서 자랐고 하트퍼드에 있는 리처드 헤일 학교를 다녔다.
학교에 다니는 동안 그린트는 연극에 열렬한 관심을 가졌다. 그는 학교 프로덕션에서 공연하기 시작했고, 그를 노아의 방주에 있는 물고기와 또 다른 탄생 연극에 당나귀로 캐스팅한 지역 연극 그룹인 탑 햇 무대 스크린 스쿨에 합류했다. 그는 중등학교에 입학하면서 학교 연극에서 연기를 계속했다. 그러나 그린트는 해리포터 시리즈 이전에 전문적으로 연기한 적이 없었다. 그는 16살에 학교를 그만두고 연기 경력에 집중하기 위해 "학교를 별로 좋아하지 않는다"고 말했다.

## 출연 작품
| 연도   | 영화                        | 배역               | 비고                             |
| ------ | --------------------------- | ------------------ | -------------------------------- |
| 2001년 | 해리 포터와 마법사의 돌     | 론 위즐리          | 첫 주연 작품                     |
| 2002년 | 해리 포터와 비밀의 방       | 론 위즐리          |                                  |
| 2002년 | 썬더팬츠                    | 앨런 A. 앨런       |                                  |
| 2004년 | 해리 포터와 아즈카반의 죄수 | 론 위즐리          |                                  |
| 2005년 | 해리 포터와 불의 잔         | 론 위즐리          |                                  |
| 2006년 | 드라이빙 레슨               | 벤 마샬            |                                  |
| 2007년 | 해리 포터와 불사조 기사단   | 론 위즐리          |                                  |
| 2009년 | 해리 포터와 혼혈 왕자       | 론 위즐리          |                                  |
| 2009년 | 체리밤                      | 말라키             |                                  |
| 2009년 | 와일드 타겟                 | 토니               |                                  |
| 2010년 | 해리 포터와 죽음의 성물 1부 | 론 위즐리          |                                  |
| 2011년 | 해리 포터와 죽음의 성물 2부 | 론 위즐리          | 제21회 MTV영화제 (최고의 캐스트) |
| 2012년 | 인투 더 화이트              | 거너 로버트 스미스 |                                  |
| 2013년 | 찰리 컨트리맨               | 칼                 |                                  |
| 2013년 | CBGB                        | 치타 크롬          |                                  |
| 2013년 | 푸스볼                      | 아마데오 (목소리)  |                                  |
| 2014년 | 행복배달부 팻아저씨         | 조쉬 (목소리)      |                                  |
| 2015년 | 에너미 오브 맨              | 로스               |                                  |
| 2015년 | 문워커                      | 조니               |                                  |
| 2023년 | 똑똑똑                      | 레드먼드           |                                  |

## 같이 보기
- 해리 포터의 출연 배우 목록